# Захаров, Руслан Альбертович
Руслан Альбертович Захаров (род. 24 марта 1987, Горький, РСФСР, СССР) — российский шорт-трекист и конькобежец, заслуженный мастер спорта России (2011). Олимпийский чемпион в эстафете (2014), серебряный призёр Олимпийских игр (2022), чемпион Европы (2015), многократный призёр чемпионатов Европы; двукратный бронзовый призёр чемпионата мира по конькобежному спорту в командной гонке (2020 и 2021).

## Биография
Руслан Захаров родился в городе Горьком, а спортом начал заниматься после переезда в Уфу, где в возрасте 7-ми лет увлёкся катанием на коньках. Там он посещал ледовую арену, где в то же время тренировались хоккеисты, и с детства болел за местный клуб «Салават Юлаев». В шорт-трек он пришёл в 8-летнем возрасте, когда тренер Альберт Тимербулатов ходил по школам и подыскивал подходящих мальчишек. Тренировки оказались весёлыми и увлекательными, в итоге Руслан остался в этой дисциплине, а также увлёк младшего брата Тимура — члена сборной России с 2010 года.
В 14 лет он выполнил норматив мастера спорта, а в 16 — мастера спорта международного класса. Руслан окончил школу почти с отличием: в аттестате олимпийского чемпиона было всего 2 четвёрки. Он тренировался сначала в Башкирии, затем он представлял Московскую область, где его тренировали А. А. Минцев, Ю. А. Муратов и Н. Н. Шиленко в конькобежном центре «Коломна». Первый результат на всероссийских соревнованиях Руслан показал в декабре 2006 года, когда стал вторым в многоборье. В 2008 году стал чемпионом России на дистанциях 1000 и 1500 м, а следом на чемпионате Европы в Вентспилсе заработал бронзу на дистанции 1500 м.
В январе 2009 года на очередном чемпионате Европы в Турине он занял 4-е место в личном зачёте многоборья. Через месяц на зимней Универсиаде в Харбине выиграл бронзовую медаль в беге на 1000 м. Был членом олимпийской сборной России на зимних Олимпийских играх в Ванкувере, но там проявить себя не удалось.
В 2011 году на чемпионате Европы в Херенвен 2011 выиграл серебро в многоборье. В 2013 году Руслан победил с товарищами в эстафете на чемпионате Европы в Мальмё, где он выступал только в четвертьфинале. В январе 2014 года на чемпионате Европы в Дрездене взял свою вторую золотую награду в эстафете, помог в полуфинале, и вывел команду в финал.
Главным стартом в биографии стала победа в эстафете на зимних Олимпийских Играх в Сочи в 2014 году вместе с Виктором Аном, Семёном Елистратовым и Владимиром Григорьевым, преодолев дистанцию с олимпийским рекордом 6:42,100. На церемонии открытия XXII Зимних Олимпийских Игр в Сочи 7 февраля 2014 года произнёс Олимпийскую клятву спортсменов.
В том же году Захаров упал на тренировке и порвал ахилл. Последовала операция и месяцы восстановления, однако благодаря грамотной медицинской помощи Руслан достаточно быстро вернулся в строй. Уже в январе 2015 года на чемпионате Европы в Дордрехте он вместе с товарищами завоевал золотую медаль в эстафете.
С июня 2017 года выступает на соревнованиях по конькобежному спорту. Решение оказалось вынужденным: руководство команды по шорт-треку занялось омоложением состава, и Захаров не вписался в концепцию. Ему пришлось привыкать к необычному обмундированию, новым радиусам поворота, а ещё осваивать шоссейный велосипед, без которого немыслимы тренировки конькобежцев. В 2018 году он стал бронзовым призёром на чемпионате Европы в Коломне в масс-старте.
В 2020 году стал чемпионом России на дистанции 10 000 метров. Следом завоевал бронзу в командной гонке на чемпионате мира на отдельных дистанциях в Солт-Лейк-Сити, а через год повторил результат в той же дисциплине на чемпионате мира в Херенвене. И вновь стал чемпионом России в 2021 году на дистанции 10 000 м.
На зимней Олимпиаде 2022 года в Пекине Руслан представлял Россию в конькобежном спорте на 5 дистанциях, но ключевыми были масс-старт и командная гонка. На дистанции 5000 м он стал 14-м, а на 1500 м занял 15-е место. Именно в командной гонке он завоевал серебряную олимпийскую медаль. В полуфинале россияне установили олимпийский рекорд 3:36.62, победив сборную США. В финале им противостояла команда Норвегии, которая взяла верх, оставив россиян с серебром. В завершавшем программу игр масс-старте Руслан, упав в полуфинале, не смог войти в число финалистов.

## Личная жизнь
Женился 4 апреля 2015 года. Жена — Ситора Шарипова — юрист по образованию. 31 марта 2016 года родился сын Артур. Захаров окончил Смоленский государственный университет спорта на факультете физической культуры и спорта, Башкирский государственный университет (ныне Уфимский университет науки и технологий) в области экономики, философии и социологии.

## Результаты
- Чемпионат России по шорт-треку
- 2006 — 2-е (многоборье, 1500 м), 3-е (1000 м)
- 2007 — 2-е (многоборье, 500, 3000 м), 3-е (1000 м)
- 2008 — 1-е (1000, 1500 м), 2-е (многоборье)
- 2009 — 1-е (многоборье, 1000 м), 2-е (1500 м), 3-е (500 м)
- 2010 — 1-е (3000), 3-е (многоборье)
- 2011 — 1-е (1500, 3000 м), 2-е (1000 м), 3-е (многоборье)
- 2012 — 2-е (3000 м)
- 2013 — 1-е (3000), 2-е (1000, 1500 м)
- 2014 — 3-е (многоборье)
- 2015 — 1-е (многоборье, 1000, 1500, 3000 м)
- 2016 — 1-е (1500, 3000 м), 2-е (многоборье), 3-е (1000 м)

- Чемпионат России по конькобежному спорту на отдельных дистанциях
- 2018 — 2-е масс-старт
- 2019 — 2-е (10000 м), 4-е (5000 м), 2-е масс-старт
- 2020 — 1-е (10000 м), 3-е (5000 м), 2-е масс-старт
- 2021 — 1-е (10000 м), 2-е (5000 м)
- 2022 — 2-е (10000 м), 1-е (5000 м), 3-е масс-старт

### Личные рекорды в конькобежном спорте
| Дистанция | Время    | Дата       | Место          |
| --------- | -------- | ---------- | -------------- |
| 500 м     | 37,85    | 17.01.2021 | Херенвен       |
| 1500 м    | 1.46,46  | 8.02.2022  | Пекин          |
| 3000 м    | 3.44,05  | 25.11.2017 | Калгари        |
| 5000 м    | 6.09,82  | 3.12.2021  | Солт-Лейк-Сити |
| 10 000 м  | 12.59,83 | 14.02.2021 | Херенвен       |

- www.speedskatingnews.info

## Награды
- Орден Дружбы (24 февраля 2014 года) — за большой вклад в развитие физической культуры и спорта, высокие спортивные достижения на XXII Олимпийских зимних играх 2014 года в городе Сочи[8].
- Медаль ордена «За заслуги перед Отечеством» I степени (25 февраля 2022 года) — за высокие спортивные достижения, волю к победе, стойкость и целеустремлённость, проявленные на XXIIV Олимпийских зимних играх 2022 года в городе Пекине (Китайская Народная Республика)[9];